# Nesliving Vol. 3 - Voglio
Nesliving Vol. 3 - Voglio è il settimo album in studio del cantautore italiano Nesli, pubblicato il 4 settembre 2012 dalla Carosello Records.
L'album ha segnato il passaggio di Nesli dalle sonorità hip hop a quelle pop e ha debuttato al primo posto della classifica italiana degli album.

## Pubblicazione
Nesliving Vol. 3 - Voglio è stato pubblicato il 4 settembre nelle versioni standard e limitata. Quest'ultima versione, venduta esclusivamente su GameStop, contiene tre bonus track, tra cui il brano Simboli, per il quale è stato realizzato un videoclip. Nel periodo antecedente alla pubblicazione dell'album, sono stati estratti tre singoli: Perdo via, uscito il 22 maggio 2012, Partirò, uscito il 20 luglio 2012, e Ti sposerò, uscito il 24 agosto 2012.
Il 3 aprile 2013 è stata annunciata una riedizione dell'album, denominata Voglio di + – Nesliving Vol. 3 e pubblicata venti giorni più tardi. Questa versione contiene tre inediti, tra cui l'inedito Un bacio a te, estratto come singolo apripista della riedizione il 19 aprile.

## Tracce
1. Intro – 0:32
2. Perdo via – 3:54
3. Solamente un incubo – 3:12
4. Respiro – 3:33
5. Ti sposerò – 3:13
6. Voglio – 3:57
7. Se puoi – 3:31
8. Partirò – 3:25
9. Voce – 4:06
10. Guarda l'amore cosa fa – 3:39
11. Davanti agli occhi – 4:17
12. L'unico giardino – 4:15

Tracce bonus nell'edizione limitata
1. Ballare Rmx – 3:48
2. Simboli – 2:59
3. Smile (feat. The Long Tomorrow) – 3:14

Tracce bonus in Voglio di + – Nesliving Vol. 3
1. È una vita – 3:37
2. Un bacio a te – 3:36
3. La fine (Versione 2013) – 3:41

## Classifiche
| Classifica (2012) | Posizione massima |
| ----------------- | ----------------- |
| Italia            | 1                 |